# Jukeboxmusical

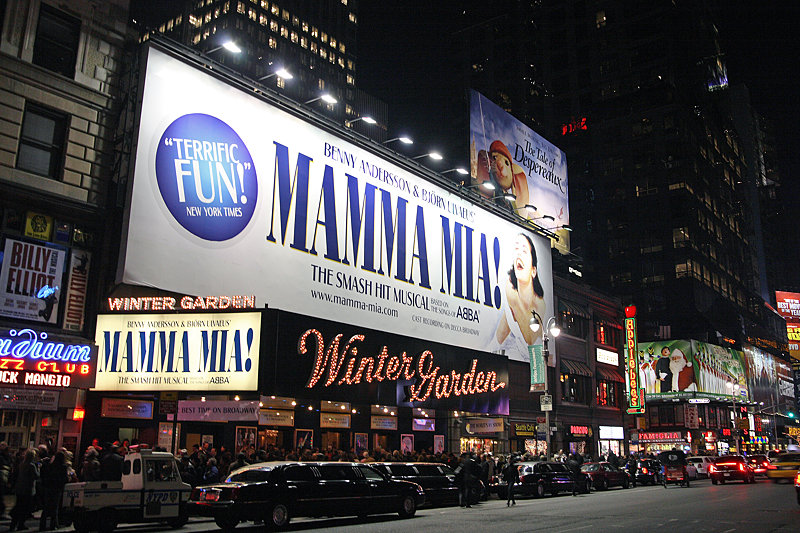
Mamma Mia was een van de eerste en een van de succesvolste jukeboxmusicals

Een jukeboxmusical is een musical die gebruikmaakt van al bestaande bekende pop- en rocknummers.  Hierbij gaat het meestal om nummers van een bepaalde groep of zanger; in veel gevallen vertelt de musical ook het levensverhaal van die artiest of artiesten. Jukeboxmusicals bestaan al sinds de jaren vijftig. Ze werden begin 21e eeuw erg populair door het succes van de musical Mamma Mia! die rond ABBA-nummers is opgebouwd.

## Geschiedenis
De term jukeboxmusical werd begin jaren '60 voor het eerst gebruikt. Het verschijnsel van een musical die rond bestaande nummers van populaire artiesten is geschreven bestond al eerder, zoals Rock around the clock (1956) met nummers van o.a. Bill Haley, en Rock, Rock, Rock (1956) met Chuck Berry.
Het wereldwijde succes van de musical Mamma Mia! (1999) met nummers van ABBA leidde tot een hausse aan jukeboxmusicals. Bekende voorbeelden zijn Jersey Boys, over Frankie Valli en The Four Seasons, On your feet! over Gloria Estefan, en We Will Rock You met muziek van Queen.  Ook de Nederlandse musical Was getekend Annie M.G. Schmidt, die gebruik maakt van liedteksten van Annie M.G.Schmidt om haar levensverhaal te vertellen, is een jukeboxmusical. Veel jukeboxmusicals gaan over het leven van de artiest(en) van wie de nummers zijn gebruikt. In andere producties, waaronder Mamma Mia!, bevat het verhaal helemaal geen biografische elementen.
Er is een verschil tussen jukeboxmusicals en rockopera's die door één artiest of groep zijn geschreven, zoals Tommy van The Who. Bij een rockopera zijn de nummers specifiek geschreven om het verhaal te vertellen.  Bij een jukeboxmusical is het verhaal juist rondom de nummers geconstrueerd.